# Cœur de cible
Pour plus de détails, voir Fiche technique et Distribution.
Cœur de cible est un téléfilm français réalisé par Laurent Heynemann, diffusé en 1996.

## Synopsis
Vanessa Wenger (Marianne Basler), la redoutée patronne de « Téléaudience », une entreprise qui mesure le succès des émissions de télévision, est abreuvée de lettres de menaces, aussi anonymes qu'inquiétantes. Le commissaire Baudrillard (Francis Huster) est chargé du dossier. Cet élégant amateur de peinture abstraite, qui ne peut vivre sans un livre entre les mains, se demande bien pourquoi il a été choisi pour plonger dans l'univers un peu fallacieux de la télévision. Redif (José Garcia), son assistant, se réjouit ouvertement. La petite lucarne, c'est sa drogue, Navarro et Columbo sont, pour lui, des héros. Baudrillard commence son enquête, tandis que les lettres de menaces s'accumulent et que les cadavres ont une fâcheuse tendance à les imiter...

## Fiche technique
- Réalisation : Laurent Heynemann
- Scénario : Bernard Pivot
- Musique : Bruno Coulais
- Durée : 85 minutes.
- Dates de diffusion : le 19 janvier 1996 sur France 2.

## Distribution
- Francis Huster : Baudrillard
- Marianne Basler : Vanessa Wagner
- José Garcia : Redif
- Jean-Yves Berteloot : J3
- Aladin Reibel : Jim Wenger
- Philippe Duclos : Guillaume Switch
- Manuel Le Lièvre : René
- Jacques Rosny : le directeur Rhinocéros
- Stefan Elbaum : Jérôme
- Pierre Leibovitch : Gabriel
- Sylvie Allard : Dominique
- Alain Fourès : Étienne Ruiz
- Magali Houth : Betty
- Bunny Godillot : Mme Blistène
- Marc Andréoni : le directeur du magasin
- Édouard Baer : Cyril Maury
- Lucile Boulanger	: la fillette
- Solange Boulanger : la mère de la fillette
- Claude Duneton : le professeur Duneton
- Jean-Marie Fonbonne : le voisin de palier
- Alain Ganas : l'orateur barbu chez Pivot
- Philippe Gauguet : Homme PJ no 1
- Christine Aurel : Femme PJ no 1
- Evelyne Grandjean : la vétérinaire
- Lionel Abelanski : Homme de la rue no 1
- Jean Grécault : Homme de la rue no 2
- Evane Hanska : la libraire
- Jean-Pierre Jacovella : le médecin légiste
- Yves Le Moign' : Patrick Abergal
- Annie Legrand : femme chez Pivot
- Fabienne Mai : la concierge Pivot
- Jacques Rosny : le directeur Rhinocéros
- Gérard Jumel : le réalisateur Rhinocéros
- Pascale Vignal : le professeur
- Idwig Stephane : le tueur
- Audrey Tautou : une figurante

Dans leur propre rôle :
- Jérôme Bonaldi
- Danièle Evenou
- Philippe Gildas
- Ivan Levaï
- Elise Lucet
- Bruno Masure
- Claude-Jean Philippe
- Bernard Pivot
- Claude Sérillon
- Pierre Tchernia
- Daniel Toscan du Plantier

## Sortie DVD
Le téléfilm est édité en DVD par TF1 Vidéo. Il sort le 18 mars 2009. À noter que la couverture jaquette mentionne Élise Lucet à l'affiche. Or le premier rôle féminin est incarné par Marianne Basler, la journaliste ne faisant qu'une simple figuration dans le téléfilm.